# تيرزجنو
تيرزجنو هي كومونا (بلدية) في مدينة نابولي الحضرية في منطقة كامبانيا الإيطالية ، وتقع حوالي 20 كم شرق نابولي . في 31 ديسمبر 2004 ، كان عدد سكانها 16977 نسمة ومساحتها 23.5 كم 2 . 
بلدية تيرزجنو تحتوي على فرازيوني (التقسيم الفرعي) بوكيا المورو.
تحد تيرزجنو البلديات التالية: باسكوريال وباسكوتريكيس واوتافيانو وبوجومارينو وسان جوزيبي فيسوفيانو .

## تاريخ
في العصر الروماني ، كانت تيرزجنو إحدى ضواحي بومبي الريفية البعيدة حيث توجد العديد من الفيلات الريفية الأرستقراطية والريفية والتي دُفنت جميعها وحُفظت تحت العديد من الأمتار من الحطام البركاني بسبب ثوران بركان جبل فيزوف في عام 79 بعد الميلاد.
بدأت الحفريات في تيرزجنو في عام 1983 بإخراج ثلاث فيلات واستمر العمل بشكل متقطع منذ ذلك الحين، قد عُثر على اللوحات الجدارية الرائعة والأشياء الفضية والذهبية بما في ذلك المجوهرات على خمسة هياكل عظمية لأشخاص فشلوا في الهروب من الثوران.